# Álvaro de Albornoz Salas
Álvaro de Albornoz Salas (Luarca, Asturias, 1901 - México, 20 de julio de 1975) fue un ingeniero industrial y un escritor humorístico español, hijo del ministro republicano Álvaro de Albornoz Liminiana, homónimo con el que no hay que confundirlo (a veces se otorgan obras del hijo al padre y viceversa), hermano de Concha de Albornoz (1900-1972), padre del economista Álvaro de Albornoz y de la Escosura y primo del biólogo y premio Nobel Severo Ochoa.

## Biografía
Era hijo de Álvaro de Albornoz Liminiana (1879-1954) y de Amalia Salas. Estudió en la Facultad de Ciencias de la Universidad Central de Madrid, y obtuvo el título de ingeniero industrial, pero no descuidó la literatura, frecuentando el círculo de humoristas en torno a Ramón Gómez de la Serna en el que figuraban también Enrique Jardiel Poncela, José López Rubio, "Tono", Wenceslao Fernández Flórez, Edgar Neville y Miguel Mihura, la llamada "Otra generación del 27", que colaboró en las revistas madrileñas Gutiérrez y Buen Humor. Bajo el magisterio y protección del círculo ramonista escribió dos novelas (Doña Pabla y Vampireso español, con portadas dibujadas por Miguel Mihura), que prolongaría con una tercera publicada en México (Los niños, las niñas y mi perra), así como varios relatos cortos divertidísimos que recogió en Matarile y dos colecciones de greguerías al estilo ramonista, Revoleras y Nuevas revoleras. Los elementos esenciales del tipo del humor de vanguardia que cultiva Á. de Albornoz son, para su estudiosa Begoña Camblor, la sorpresa, la deconstrucción irrealista del mundo, que es desquiciado en sus obras; la búsqueda de la complicidad del lector, la comicidad lingüística, el humor negro y la ingenuidad dadaísta. 
Se casó y tuvo dos hijos, Carmen y Álvaro, antes de la Guerra Civil. Llegó exiliado a México a bordo del barco Monterrey en diciembre de 1939 con su familia y sus hijos, de diez y cinco años respectivamente, de los cuales el segundo llegó a ser un destacado economista. Se nacionalizó mexicano en febrero de 1941 y describió su experiencia de exiliado en Páginas del destierro, publicado en ese año. Continuó su labor literaria y colaboró en Revista Mexicana de Cultura (1971–1974). Trabajó en una fábrica de productos químicos en México fundada por otro español exiliado, el abogado Luis Cano Vázquez. Fue amigo del novelista Ramón J. Sender y del poeta Juan Rejano. Fue en México donde adquirió fama como escritor. Luis García Berlanga, gran lector del género humorístico, lo distinguió diciendo que, "aquí nadie se acuerda de un gran humorista, que era el hijo de Álvaro de Albornoz, y que en la Biblioteca Nueva de antes de la guerra tenía cosas espléndidas. Se marchó a Méjico y no sé si vive...".

## Obras
- Doña Pabla. Novela de sonrisa, Madrid: Biblioteca Nueva, 1934.
- Vampireso español, Madrid: Biblioteca Nueva, 1936.
- Matarile. México: Minerva, 1941, relatos humorísticos.
- Páginas del destierro, México: Ediciones Quetzal S. A., 1941.
- Los niños, las niñas y mi perra, México: Aquelarre, 1951.
- Revoleras: bendición y epístola de Ramón Gómez de la Serna, México: Ediciones Estela, 1951 y México: Ediciones de Andrea, 1957 (greguerías al estilo de R. Gómez de la Serna).
- Nuevas revoleras, 1952 y México: Finisterre, 1967, i. e., 1966.